# オマル・マウテとアブドゥラ・マウテ
オマル・マウテとアブドゥラ・マウテはモロの過激派でフィリピン・ミンダナオ島のISIL組織「マウテ・グループ」の創設者。組織名は兄弟の名字からとられている。

## 背景
オマル・マウテとアブドゥラ・マウテ兄弟は、南ラナオ州のブティグ(en)に拠点を置くマラナオ人(en)の戦士一族の子孫である。兄弟はフィリピン外国人労働者として中東で勤務した。シリアとUAEの世俗的な学校で勤務する一方で兄弟はイスラム理論を学んだ 。オマルはエジプトで教育を受けた一方、アブドゥラはヨルダンで学んだと報じられた。
フィリピン軍の情報源は兄弟の父親のカヤモラ・マウテはモロ・イスラム解放戦線(MILF)の高官だったと述べた。MILFがフィリピン政府と和平交渉を開始した後、兄弟はMILFの指導者層を批判し、ISILに忠誠を誓った。
兄弟の親戚によればマウテ兄弟は後にバンサモロ・イスラム自由戦士の創設者アメリル・アンブラ・カトとの関係を構築した。カトが高血圧性脳卒中に罹患し身体の左部分が麻痺した後、兄弟はカトの元へ代表者を送ったと報じられている。カトとの関係を強化した後、マウテ兄弟は「マウテ・グループ」を創設した。

## 個人生活
オマル・マウテはインドネシア語が堪能だとされており 、保守的なインドネシアのイスラム聖職者の娘と結婚した。マウテ兄弟にはハシリムという名の三男がおり、マラウィ市の刑務所に2016年まで拘留されていたが、脱獄に成功した。
2016年2月、オマル・マウテの親族がオマルが2016年2月のブティグ衝突の間に弟のマッティと共に死亡したと認めたと報じられた。しかしながら、マラウィの戦いの最中の2017年5月に政府軍によって確保された携帯電話から見つかったビデオ映像ではオマルの生存を示していた。2017年6月10日にはマラウィの戦いの最中にフィリピン陸軍はマウテ兄弟が銃撃戦で死亡したことに自信を持っていると主張したが、詳細は確認されなかった。
2017年10月16日、デルフィン・ロレンザーナ国防大臣はミンダナオ島にある南ラナオ州マラウイにてオマル・マウテがイスラム過激派アブサヤフの幹部イスニロン・ハピロンと共に死亡したことを明らかにした。